# Дом здравља Нови Град
Дом здравља Нови Град је јавна здравствена установа примарне здравствене заштите у Републици Српској, Босна и Херцеговина, по организационој и кадровској структури, мрежи објеката и опремљености. Решењем Министарства здравља и социјалне заштите РС сертификована је здравствена установа у Републици Српској.
Са својим капацитетима она је данас у Републици Српској, сертификована референтна здравствена установа за јачање примарне здравствене заштите, успостављање ефикасног система пружања услуга, стварање адекватног профила здравствених радника, увођење и примјена стандарда квалитета здравствене заштите, јачање учешћа локалне заједнице у обезбеђивању примарне здравствене заштите. Своју делатност обавља на простору Општине Нови Град.

## Историја
Зачетак организоване примарне здравствене заштите као претече Дома здравља потичу из 1905. године. када је отворена зграда Болнице на садашњој локацији Дома здравља.
После Другог светског рата у згради болнице отворена је болница која је у њој радила до 1975. године. У мају 1945. године отворена је прва здравствена станица, која је трансформисана 21. септембра 1961.  године у Здравствену станицу Босански Нови.
Од 1964. Установа се зове Дом јавног здравља Босански Нови, а од јануара 1974. Установа је је радна организација Јавног здравственог центра Босански Нови иса задатком да обавља све задатке из области куративне и превентивне здравствене заштите.
У фебруару 1981. године основана су три ООУР-а, Дом здравља Босански Нови, ООУР Стоматолошка служба Босански Нови и ООУР Апотека Босански Нови. Након уставниох промена, ови ООУР-и су обједињени у радну организацију Медицинског центра "Др Младен Стојановић" Приједор.
Укидањем ООУР у мају 1984. године ООУР Стоматолошка служба Босански Нови  спајаја се са ООУР „Дом здравља“ Босански Нови.
У мају 1994. Скупштина општине Нови Град доноси одлуку о оснивању Јавне здравствене установе Дом здравља Нови Град. Тако је Дом здравља Нови Град издвојен из РО Медицински центар „Др Младен Стојановић“ Приједор и наставља да послује као самостална установа под патронатом њеног оснивача Општине Нови Град.
У априлу 2003. Дом здравља Нови Град своју унутрашњу организацију, активности и опште акте ускладио је са Законом о здравственој заштити, тако да од тада Дом здравља послује под називом Јавна здравствена установа Дом здравља Нови Град.

## Организација
У оквиру Дома здравља Нови Град постоје: управа, медицински део (са 13 амбуланти породичне медицине, 4 специјалистичке и 3 стоматолошке клинике) и немедицински део.

### Управа
- Директор
- Управни одбор

### Медицинске службе, центри и амбуланте
Службе
- Служба породичне медицине
- Служба хигијенско – епидемиолошких послова и имунизације
- Служба лабораторијске дијагностике
- Служба РТГ и УЗ
- Служба хитне медицинске помоћи и хитни санитетски превоз
- Служба опште стоматологије, превентивне и дјечије стоматологије и стоматолошка лабораторија

Центри
- Центар за физикалну рехабилитацију у заједници
- Центар за заштиту менталног здравља

Амбуланте
- Амбуланта за специјалистичке консултативне прегледе
- Амбуланта за специјалистичке консултације из педијатрије

### Немедицинске службе
- Служба за економско-финансијске послове
- Служба општих, превних и кадровских послова